# 스파이럴 추리의 띠
스파이럴 추리의 띠(일본어: スパイラル 〜推理の絆〜)는 시로다이라 쿄우의 글, 미즈노 에이타의 작화로 구성된 만화 및 이를 원작으로 한 소설, 애니메이션 및 드라마 CD 작품을 가리킨다.

## 개요
시로다이라 쿄우와 미즈노 에이타가 월간 소년 간간 지상에서 1998년 9월호부터 2005년 11월호까지 연재하던 만화 작품. 모든 만화, 소설은 스퀘어 에닉스에서 발매되었으며, 애니메이션 작품은 소니 뮤직에서 발매되고 있다. 각 에피소드의 제목은 왕년의 SF소설에서 빌린 것이 많다(애니메이션 오리지널 에피소드도 포함).

## 등장인물
성우정보는 애니메이션 / 드라마CD / 한국판 순으로 기록. 동일한 경우 한 번만 기록한다.

### 주인공 및 주변인물
나루미 아유무 (鳴海 歩)[한국판:신해준]
성우 - 스즈무라 켄이치 / 이시다 아키라 / 김영선
본 작품의 주인공. 어릴 적부터 장래를 촉망받는 피아노의 천재였지만, 무의식적으로 형의 스타일을 모방하게 되는 것을 깨닫고 피아니스트의 길을 단념, 사립 츠키오미 고등학교의 평범한 학생으로 살아간다. 형수인 마도카와 함께 고급 아파트에서 생활중인데, 생활능력은 아유무가 높아서 요리나 세탁 등 가사 전반은 아유무가 맡고 있다(특히, 요리에는 상당한 솜씨가 있다). 2년 전, 전화 한 통만 남긴채 행방불명된 형을 찾는다.
추리력과 판단력, 통찰력이 '초능력의 경지'에 이르렀다고 할 정도로 뛰어나서 경찰인 형수의 일에 가끔 끼어들고 있으며, 뿐아니라 학과목이나 운동에도 우수한 모양이다.
첫 화부터 사건에 휘말리면서 범인으로 몰리지만, 정작 본인은 강건너 불구경. 옆에서 따라다니던 히요노가 "내가 따라다니는게 싫으면 진범을 잡던가 범인아!" 라고 말하자 진범을 추리해 내는 등의 모습도 보여준다.
항상 형과 비교하여 자신을 비하하는 부정적인 생각을 가지고 있으며, 그로 인해 자기 자신조차 믿지 못한다. 그러나 히요노가 납치를 당하는 등의 사건이 발생하면, 두뇌회전이 평소보다 빨라지며 동시에 자신감마저 생기는 듯 엄청난 행동력을 보여준다
나루미 키요타카 (鳴海 清隆)[한국판:신태준]
성우 - 이노우에 카즈히코
나루미 아유무의 형. 10대에는 세계적인 피아니스트, 20대에는 탐정일을 통해 경찰청의 경부 지위까지 올랐던 천재적인 인물.
어느날 아유무에게 전화 한 통만 남긴채 잠적을 감춘다.
유이자키 히요노 (結崎 ひよの)[한국한:은아리]
성우 - 아사노 마스미 / 카와스미 아야코 / 은영선
본 작품의 히로인. 아유무와 같은 고등학교에 다니는 2학년생으로, 신문부장을 맡고 있다. 천진난만하고 상냥한 여자아이지만 정보수집력이나 정신력은 매우 강해서, 히요노가 수집할 수 없는 정보는 없다고 말할 정도. 본인의 말에 의하면 자그마한 부탁이나 사람 찾는 일을 보수를 받고 하고 있으며, 학생들의 개인정보나 심지어 쓰리사이즈 같은 부분, 또 교내 중요 정보나 경찰의 기밀 문서까지 파악할 수 있다고 한다. 말버릇은 "사업상 비밀이에요". 고교생인데도 캐릭터가 그려진 팬티를 입는 모양이다.
아유무가 자신감을 잃는 등의 모습을 보이면, 여러 방법을 통해 힘을 준다(일부러 인질이 되기도 한다).

### 경찰 관계자
나루미 마도카 (鳴海 まどか)
성우 - 미츠이시 코토노 / 오주연
나루미 키요타카의 아내. 경시청의 형사이며, 직업 정신은 철저하지만 생활능력은 엉망이라 모든 집안일을 아유무에게 일임하고 있다.
와타야 에스마루 (和田谷 末丸)
성우 - 시마다 빈
마도카의 부하 형사. 작품 초반에는 나름대로 추리를 펴기도 하지만, 대체로 시덥잖은 실수나 사고를 저지르는 역할이다. 히요노의 약점을 잡고 있는 인물 중 하나. 애니메이션판에서 30대였다는 것이 밝혀진다.
사이키 토오루 (斉木 享)
경시청의 형사. 오르골 연쇄살인사건의 담당.

### 코히나타 그룹
세계적인 영향력을 자랑하는 재벌 그룹. 코히나타 쿠루미의 할아버지 코히나타 몬쥬로가 총재.
코히나타 쿠루미 (小日向 くるみ)
코히나타 몬쥬로 (小日向 紋十郎)
야시마 이즈미 (八島 いずみ)

### 악마
미즈시로 야이바나 미즈시로 히즈미는 '악마' 혹은 '악귀'에 비견되지만, 여기서 악마라 함은 비유적인 표현이다. 이 둘은 애니메이션에 등장하지 않는다.
미즈시로 히즈미 (ミズシロ 火澄)
미즈시로 야이바의 남동생으로, 나루미 아유무와는 반대되는 존재. 명랑하고 사교성 좋은 성격이다.
미즈시로 야이바 (ミズシロ・ヤイバ)
모든 블레이드 칠드런의 아버지에 해당하는 인물.

### 블레이드 칠드런
아이즈 러더포드 (アイズ・ラザフォード)
성우 - 이시다 아키라 / 사사키 노조무
블레이드 칠드런의 일원. 영국인과 일본인의 혼혈 3세를 자칭하고 있는데, 아마 어머니 쪽이 영국/일본인 혼혈이라고 추정된다.
리더이자 물주이다.
아사즈키 코스케 (浅月 香介)[한국한:류승태]
성우 - 쿠사오 타케시 / 양석정
블레이드 칠드런의 일원. 잔학하며 약속을 지키지 않는 악인으로 묘사되나, 그것은 적에 대한 태도일 뿐 근본적으로 의리가 깊고 소심한 성격이다.
타케우치 리오 (竹内 理緒)[한국한:민초이]
성우 - 호리에 유이 / 박소라
블레이드 칠드런의 일원. 초등학생 같은 어린 외모에, 약간 모자란 듯한 이미지의 덜렁이 로리계 캐릭터. 그러나 틀림없이 아유무와 동급생. 회색머리를 트윈테일로 묶고 다니지만, 입원과 퇴원을 반복하는 도중 머리를 푼 모습이 많이 보인다. 각종 폭발물에 능통한 폭렬 로리타. 작중에서 주인공 아유무를 제외하고는 거의 유일한 두뇌플레이를 보여준다.
카논 힐베르트 (カノン・ヒルベルト)
성우 - 노지마 켄지
블레이드 칠드런의 일원. 독일인 혼혈이다.
타카마치 료코 (高町 亮子)[한국한:채선우]
성우 - 카토 히토미
블레이드 칠드런의 일원. 밝고 호쾌한 성격으로, 동료 아사즈키 코스케와는 소꿉친구 사이이다.
시라나가타니 사요코 (白長谷 小夜子)
성우 - 나카하라 마이
블레이드 칠드런의 일원이지만, 기억을 잃었기 때문에 본인은 그 사실을 모르고 있다.
노하라 미즈에 (野原 瑞枝)
아유무 앞에 처음 나타난 블레이드 칠드런. 기사단 멤버인 소노베 타카시의 살인미수 현장을 친구에게 들켜버려, 그녀를 자살을 위장해 살인한다.
츠지 이쿠오 (辻井 郁夫)

### 기사단
원래는 야이바 휘하의 집단. 야이바의 진정한 목적을 알았을 때 헌터, 와처, 세이버로 분열했다.

#### 헌터
소노베 타카시 (園部 隆司)
성우 : 오노사카 마사야

#### 와처
츠치야 키리에 (土屋 キリエ)

#### 세이버
이마자토 (今里)
성우 : 노지마 히로후미